# Britain's Next Top Model (terza edizione)
La terza stagione di Britain's Next Top Model è andata in onda dal 2 luglio al 3 settembre 2007 sul canale LIVINGtv, condotto nuovamente dalla modella Lisa Snowdon, affiancata da Paula Hamilton e Jonathan Phang; rispetto alla precedente edizione, il numero delle concorrenti scende a 12 e vi è un cambiamento di stile e musica nella sigla di apertura.
La destinazione internazionale è Rio de Janeiro, in Brasile; la vincitrice è stata la ventenne Lauren McAvoy, di Wickford, che ha portato a casa un contratto con la "Models 1", uno con la "Ruby & Millie Cosmetics" e un servizio fotografico con copertina per la rivista "Company".
La seconda classificata, Louise Watts, è stata fra le concorrenti, a inizio 2012, della diciottesima edizione di America's Next Top Model con altre ex concorrenti del Regno Unito; la Watts però ha deciso di lasciare volontariamente la competizione a causa delle aspre critiche (con conseguente lite) di Kelly Cutrone.

## Concorrenti
(L'età si riferisce al tempo della messa in onda del programma)
| Concorrente      | Età | Provenienza              | Posizionamento |
| ---------------- | --- | ------------------------ | -------------- |
| Dani Lawrence    | 20  | Durham, Inghilterra      | 12.            |
| Krystal Hancock  | 22  | South Wales, Galles      | 11.            |
| Abigail Galatia  | 19  | Cornovaglia, Inghilterra | 10.            |
| Natalie Nwagbo   | 22  | Londra, Inghilterra      | 9.             |
| Holly Alexander  | 19  | Glasgow, Scozia          | 8.             |
| Carly Thompson   | 18  | Plymouth, Inghilterra    | 7.             |
| Sherece Campbell | 24  | Sheffield, Inghilterra   | 6.             |
| Lucy Bennett     | 20  | Cheltenham, Inghilterra  | 5.             |
| Stefanie Webber  | 20  | Chelsea, Inghilterra     | 4.             |
| Rebecca White    | 19  | Manchester, Inghilterra  | 3.             |
| Louise Watts     | 20  | Essex, Inghilterra       | 2.             |
| Lauren McAvoy    | 20  | Wickford, Inghilterra    | Vincitrice     |

### Ordine di chiamata
| Order | Episodi  | Episodi  | Episodi  | Episodi  | Episodi  | Episodi  | Episodi  | Episodi  | Episodi  | Episodi | Episodi |
| Order | 1        | 2        | 3        | 4        | 5        | 6        | 7        | 8        | 9        | 10      | 10      |
| ----- | -------- | -------- | -------- | -------- | -------- | -------- | -------- | -------- | -------- | ------- | ------- |
| 1     | Lucy     | Rebecca  | Louise   | Carly    | Stefanie | Rebecca  | Louise   | Rebecca  | Louise   | Louise  | Lauren  |
| 2     | Krystal  | Sherece  | Lucy     | Louise   | Sherece  | Lauren   | Rebecca  | Lauren   | Rebecca  | Lauren  | Louise  |
| 3     | Louise   | Lauren   | Carly    | Rebecca  | Lucy     | Stefanie | Lauren   | Stefanie | Lauren   | Rebecca |         |
| 4     | Natalie  | Natalie  | Lauren   | Sherece  | Lauren   | Lucy     | Lucy     | Louise   | Stefanie |         |         |
| 5     | Rebecca  | Louise   | Holly    | Lucy     | Louise   | Sherece  | Stefanie | Lucy     |          |         |         |
| 6     | Stefanie | Lucy     | Rebecca  | Stefanie | Rebecca  | Louise   | Sherece  |          |          |         |         |
| 7     | Carly    | Holly    | Sherece  | Holly    | Carly    | Carly    |          |          |          |         |         |
| 8     | Sherece  | Abigail  | Natalie  | Lauren   | Holly    |          |          |          |          |         |         |
| 9     | Lauren   | Stefanie | Stefanie | Natalie  |          |          |          |          |          |         |         |
| 10    | Holly    | Carly    | Abigail  |          |          |          |          |          |          |         |         |
| 11    | Abigail  | Krystal  |          |          |          |          |          |          |          |         |         |
| 12    | Dani     |          |          |          |          |          |          |          |          |         |         |

     La concorrente è stata eliminata
     La concorrente ha vinto il concorso

### Servizi
- Episodio 1: I mesi dell'anno
- Episodio 2: In un tunnel di vetro
- Episodio 3: Regine dei ghiacci
- Episodio 4: Casalinghe disperate anni '50
- Episodio 5: Nudi artistici con diamanti
- Episodio 6: Maternità
- Episodio 7: Pubblicità Opel
- Episodio 8: Sirene
- Episodio 9: Showgirls al Carnevale di Rio
- Episodio 10: Servizio fotografico in bikini

### Giudici
- Lisa Snowdon
- Paula Hamilton
- Jonathan Phang